# 北豐津信號場
北豐津信號場（日语：／ Kita-toyotsu shingōjō */?）是一由北海道旅客鐵道（JR北海道）所經營的號誌站，位於日本北海道山越郡長萬部町，原為JR北海道函館本線沿線的一個無人車站，由於使用人數持續低迷，JR北海道內部調查亦發現本站每日平均使用人次少於1人，因此決定於2017年3月4日起廢站。

## 相鄰車站
北海道旅客鐵道（JR北海道）
■函館本線
普通
黑岩（H51）－（北豐津信號場）－國縫（H49）